# Vejle-Give Jernbane
Vejle-Give Jernbane (VGJ) var en dansk privatbane mellem Vejle og Give, der blev indviet 2. august 1894. I forbindelse med anlægget af banen mellem Give og Herning overtog staten 1. april 1912 ejendomsretten til VGJ. 1. oktober 1914 overtog DSB driften af banen, der siden da er blevet drevet som en del af Vejle-Holstebro-banen.
Stationerne blev tegnet af Thomas Arboe.
| Jernbane | Spire Denne jernbaneartikel er en spire som bør udbygges. Du er velkommen til at hjælpe Wikipedia ved at udvide den. |

|  | Denne artikel kan blive bedre, hvis der indsættes geografiske koordinater Denne artikel omhandler et emne, som har en geografisk lokation. Du kan hjælpe ved at indsætte koordinater i wikidata. |